# Cheng Fangming
Cheng Fangming (ur. 28 marca 1994 w Shangzhi) – chiński biathlonista, olimpijczyk z Pekinu 2022.

## Udział w zawodach międzynarodowych
| Impreza                     | Rok  | Gospodarz     | Konkurencja                  | Miejsce |                      |      |       |                   |     |
| --------------------------- | ---- | ------------- | ---------------------------- | ------- | -------------------- | ---- | ----- | ----------------- | --- |
| Impreza                     | Rok  | Gospodarz     | Konkurencja                  | Miejsce | Igrzyska olimpijskie | 2022 | Pekin | bieg indywidualny | 69. |
| bieg masowy                 | 30.  |               |                              |         | Igrzyska olimpijskie | 2022 | Pekin |                   |     |
| bieg pościgowy              | 22.  |               |                              |         | Igrzyska olimpijskie | 2022 | Pekin |                   |     |
| sprint                      | 32.  |               |                              |         | Igrzyska olimpijskie | 2022 | Pekin |                   |     |
| sztafeta mężczyzn           | 16.  |               |                              |         | Igrzyska olimpijskie | 2022 | Pekin |                   |     |
| sztafeta mieszana           | 15.  |               |                              |         | Igrzyska olimpijskie | 2022 | Pekin |                   |     |
| Mistrzostwa świata          | 2020 | Rasen-Antholz | bieg indywidualny            | 56.     |                      |      |       |                   |     |
| Mistrzostwa świata          | 2020 | Rasen-Antholz | sprint                       | 66.     |                      |      |       |                   |     |
| Mistrzostwa świata          | 2020 | Rasen-Antholz | sztafeta mężczyzn            | 18.     |                      |      |       |                   |     |
| Mistrzostwa świata          | 2020 | Rasen-Antholz | pojedyncza sztafeta mieszana | 21.     |                      |      |       |                   |     |
| Mistrzostwa świata juniorów | 2015 | Raubiczy      | bieg indywidualny            | 33.     |                      |      |       |                   |     |
| Mistrzostwa świata juniorów | 2015 | Raubiczy      | bieg pościgowy               | 44.     |                      |      |       |                   |     |
| Mistrzostwa świata juniorów | 2015 | Raubiczy      | sprint                       | 40.     |                      |      |       |                   |     |
| Mistrzostwa świata juniorów | 2015 | Raubiczy      | sztafeta mężczyzn            | 15.     |                      |      |       |                   |     |